# BD−10°3166
BD−10°3166 — звезда спектрального класса G в созвездии Чаши, удалена от Солнечной системы на 218 световых лет. Эта звезда насыщена элементами тяжелее водорода и гелия, её металличность в три раза превосходит значение для Солнца. Наличие планет вокруг таких звёзд весьма вероятно, и BD−10°3166 не исключение — в 2000 году исследовательская команда университетов Калифорнии и Карнеги открыла планету, обращающуюся вокруг этой звезды. Поскольку на небесной сфере BD−10°3166 соседствует со звездой LP 731—076, возникло предположение, что они составляют двойную систему, которое было опровергнуто в 2006 году по результатам измерения расстояний до этих звёзд.

## Планетная система
Обнаруженная у звезды планета по своему типу относится к «горячим юпитерам» и имеет нижнюю оценку массы менее половины юпитерианской (0,458). Период обращения планеты вокруг BD−10°3166 составляет всего 3,49 земных дня. Большая полуось её орбиты составляет 0,0452 ± 0,0026 астрономических единицы, эксцентриситет — 0,019 ± 0,023.